# Bruine vedermot
De bruine vedermot (Pselnophorus heterodactyla) is een vlinder uit de familie vedermotten (Pterophoridae). De wetenschappelijke naam is voor het eerst geldig gepubliceerd in 1764 door Muller.
De soort komt voor in Europa.